# Eine Andere Welt – Un autre monde

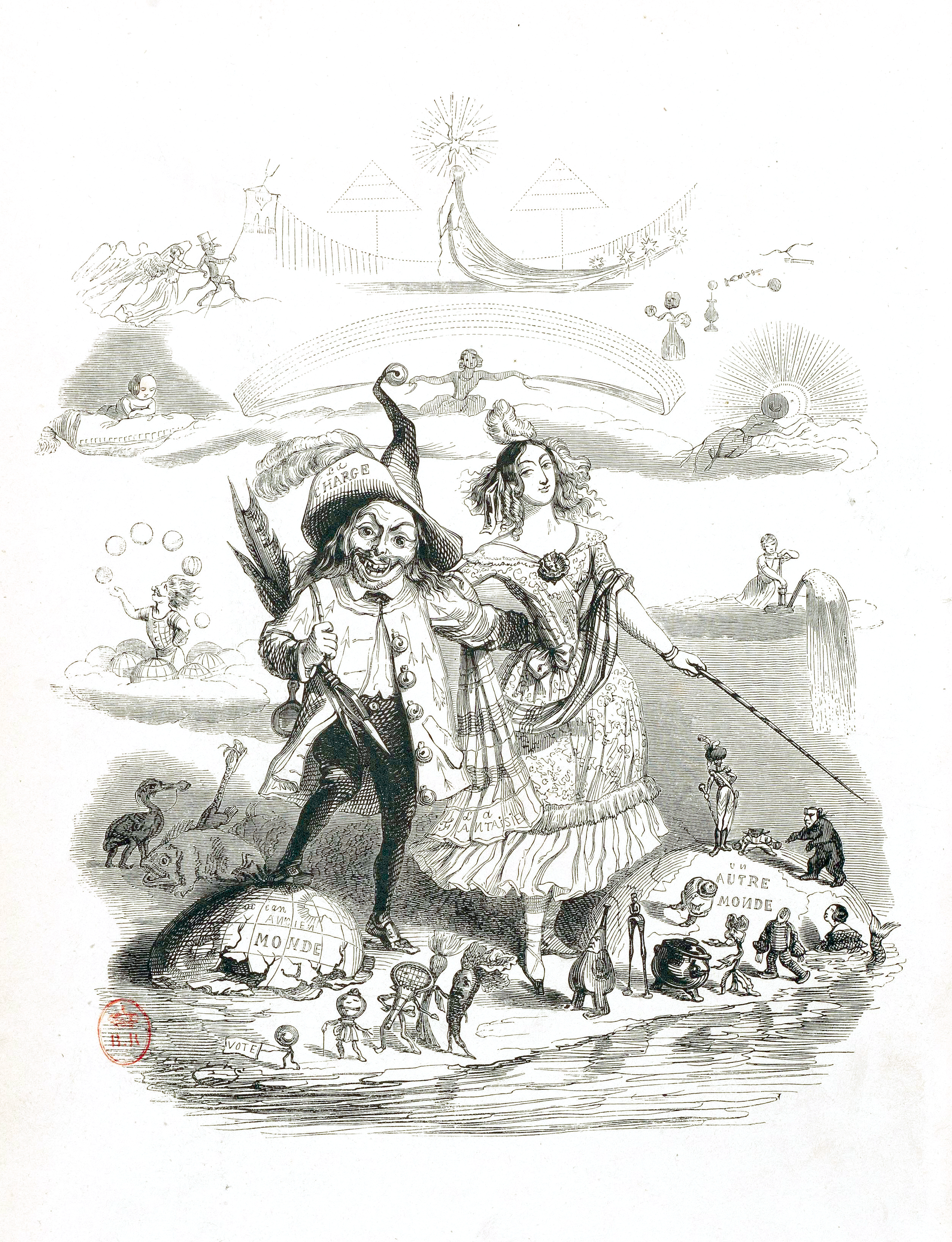
Das Frontispiz

Eine Andere Welt (Originaltitel: Un autre monde) ist ein Buch mit Zeichnungen des französischen Karikaturisten und Illustrators Grandville (Geburtsname: Jean Ignace Isidore Gérard) und gilt als eines seiner Hauptwerke. Die französische Erstausgabe erschien 1843/44 im Pariser Verlag H. Fournier, die erste deutsche Ausgabe erfolgte 1847 in Leipzig. Die oft schwer deutbaren Illustrationen gaben schon kurz nach Erscheinen des Buches und während seiner ganzen Rezeptionsgeschichte Anlass zu unterschiedlichen Interpretationen.

## Der Autor
Grandville (1803–1847) hatte während der anfangs relativ liberalen Julimonarchie des sogenannten Bürgerkönigs Louis-Philippe I. hauptsächlich als politischer Karikaturist für die Zeitschriften La Caricature und Le Charivari gearbeitet. Nach Verschärfung der  Pressezensur 1835 widmete er sich vorwiegend der Illustration literarischer Texte, etwa von Victor Hugo, Jean de La Fontaine und Daniel Defoe. Daneben traten Werke mit speziellen, selbst gewählten thematischen Schwerpunkten, in denen er z. B. phantasievoll und satirisch bekannte Sprichwörter (Les cent proverbes) oder die Symbolik von Blumen (Les fleurs animées) interpretierte.

## Das Werk

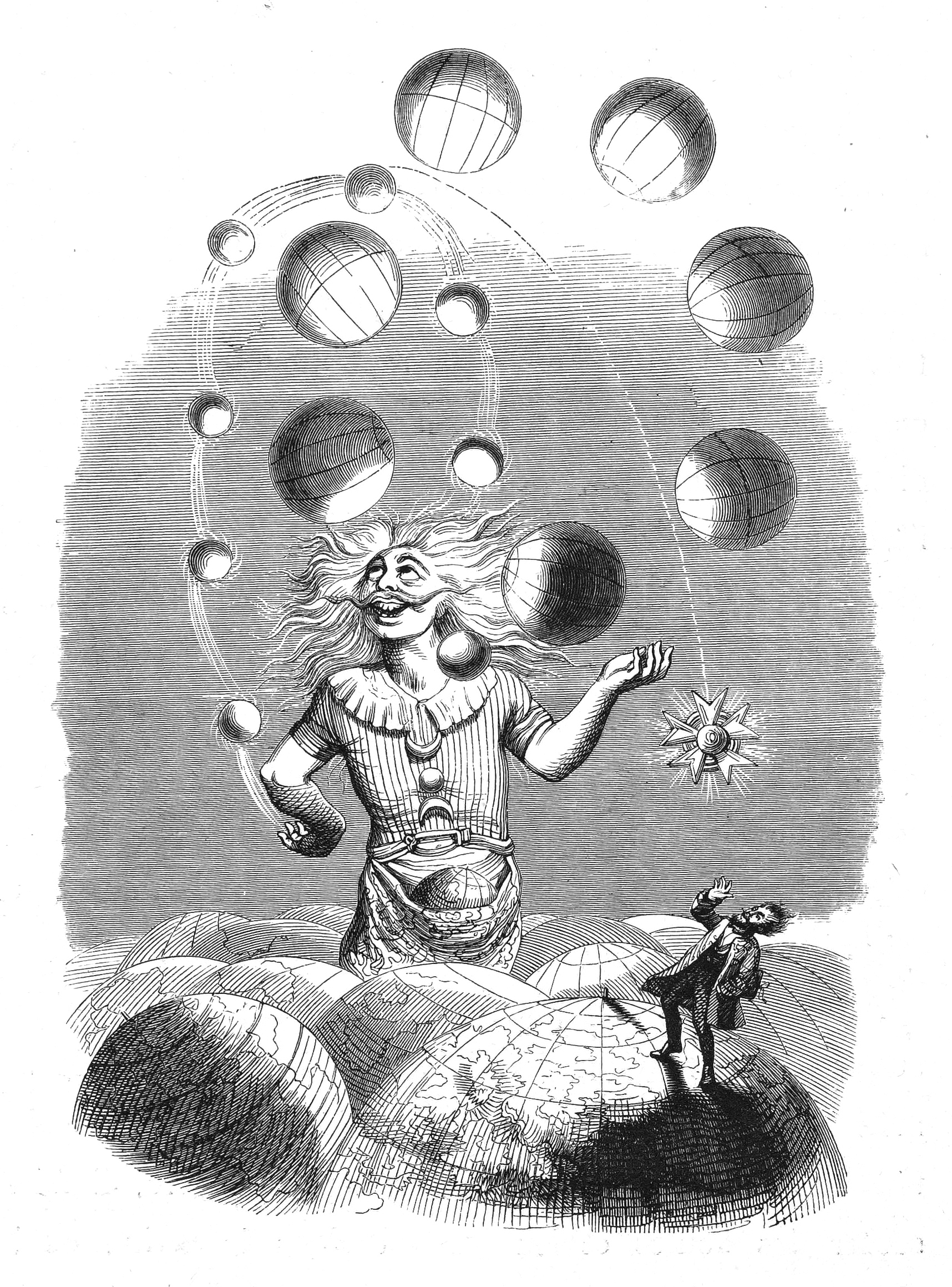
Die Geheimnisse des Unendlichen (Kap. XXI)

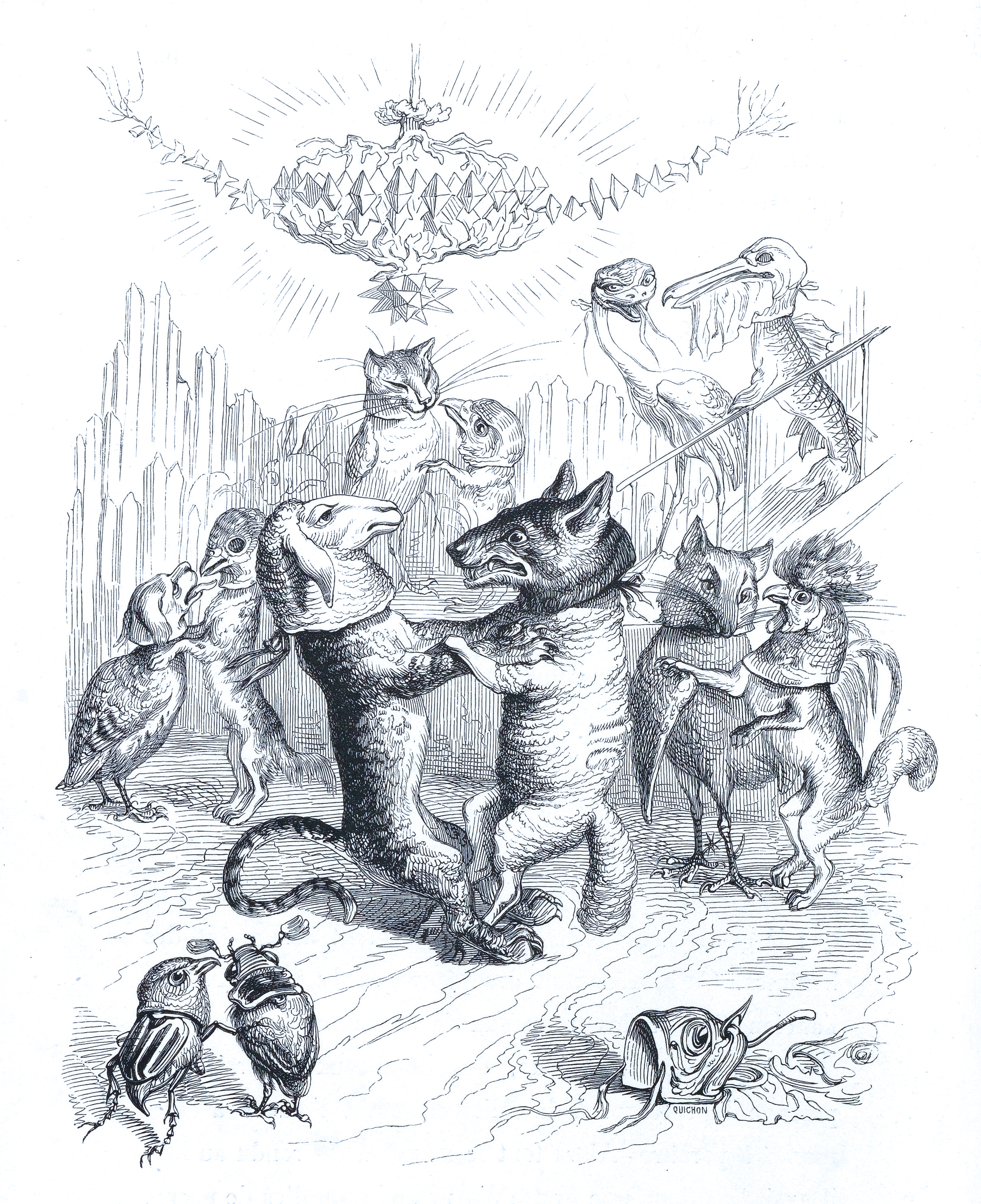
Der Maskenball (Kap. VI)

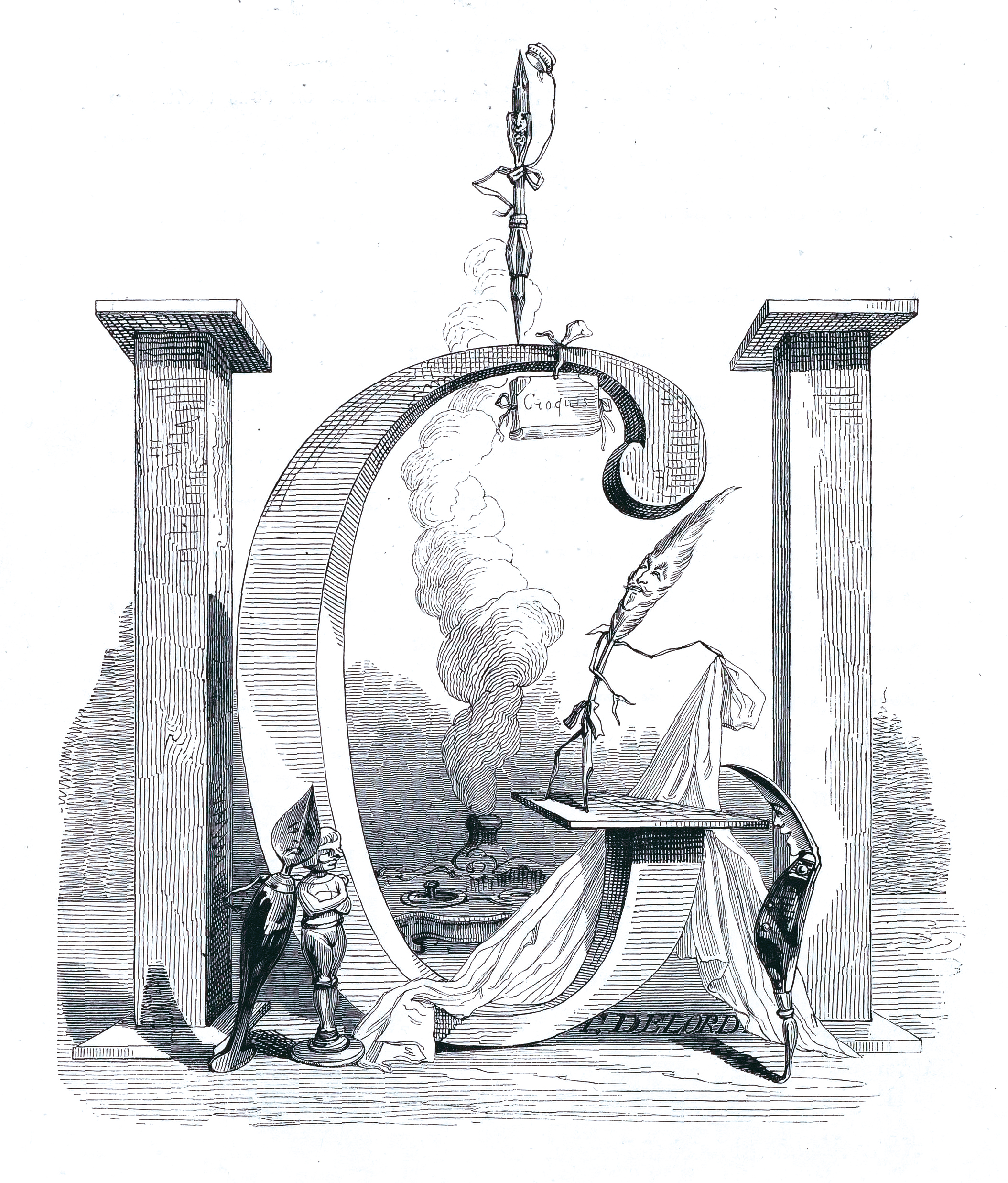
Illustration des Epilogs

Eine Andere Welt ist ein Buch, das mit seinen mehr als 180 rätselhaften Bildern und mit rational kaum fassbaren Kommentaren in 34 Kapiteln schon die Zeitgenossen verwirrte und faszinierte. Es erschien 1843 in 36 wöchentlichen Folgen und im darauf folgenden Jahr in Buchform. Grandville und sein Autor schicken darin die drei Hauptpersonen (in der deutschen Fassung die Neu-Götter Puff, Schwadronarius und Krack von Krackenheim) auf Wanderungen durch Raum und Zeit, wobei sie die unglaublichsten Beobachtungen machen. Im letzten Kapitel treffen die drei auf der Erde wieder zusammen, liefern eine vernichtende Bestandsaufnahme der bestehenden Welt und bauen eine Arche Noah mit Dampfantrieb, um eine neue Welt zu besiedeln. Sie selbst haben dort keinen Zugang, sondern müssen sterben, „nach dem Willen des Himmels und der Verfasser dieses Buches, die nicht wissen, wo sie mit uns bleiben sollen“.
Grandvilles Illustrationen waren Holzstiche, die nach seinen Originalzeichnungen von professionellen Holzstechern angefertigt wurden. Ein markantes Ausdrucksmittel des Zeichners sind die anthropomorphen Figuren, mit denen Grandville schon in seinen Karikaturen häufig gearbeitet hatte; er fügte Teile von allen erdenklichen Lebewesen und Objekten zu skurrilen Mischfiguren zusammen, die ihm geeignet erschienen, seine jeweiligen Vorstellungen deutlich zu machen.
Der überlange Untertitel der französischen Ausgabe, in der deutschen Fassung weggefallen, reiht programmatisch und provozierend achtzehn mehr oder weniger sinnvolle oder völlig obskure, aber durchweg wissenschaftlich klingende Begriffe aneinander (Transformations, Visions, Incarnations, Ascensions, Locomotions, Explorations, Perégrinations [...] et autre Choses par Grandville). Vor der Veröffentlichung des Buches sah Grandville sich veranlasst, den Verlag zu wechseln. Von seinem langjährigen Verleger und Freund Pierre-Jules Hetzel fühlte er sich hintergangen. Er warf ihm vor, seine Buchidee mit Hilfe anderer Autoren realisiert und unter dem Titel Voyage où il vous plaira (sinngemäß: Die Reise dorthin, wo es Euch gefallen wird) veröffentlicht zu haben. Nur durch eine Entschuldigung konnte Grandville einem drohenden Duell entgehen.

### Frontispiz und Epilog
Die Zielsetzung des Buches wird in einem ganzseitigen Frontispiz illustriert. Die Hauptfigur des Bildes ist ein ausgelassen lachender Mann mit närrischer Kopfbedeckung und Zeichengerät, durch die Inschrift La charge auf seinem Hut (nur in der französischen Ausgabe) als Karikaturist gekennzeichnet, Arm in Arm mit der Dame Phantasie. Er drückt mit dem Fuß die Alte Welt in den Boden, die dabei zerbricht; seine Begleiterin hat offenbar mit ihrem Zauberstab eine Andere Welt berührt, die eben dem Boden entsteigt. Die Aussage: mit Hilfe der Phantasie wird der Zeichner in seinem Buch eine neue, andere Welt vorstellen.
Der Epilog verrät etwas über die jeweiligen Anteile des Zeichners und des Schriftstellers an diesem Werk. Die dazugehörige Illustration zeigt eine Dekoration, die aus den großformatigen Initialen Grandvilles besteht, darin agieren die Werkzeuge der Hauptbeteiligten – unten links und rechts Stichel und Messer des Holzstechers, ganz obenauf der Kreidestift des Illustrators und auf dem Querstrich des „G“ die Schreibfeder, die den im Dunkel liegenden Namen des Autors ein wenig freilegt: T. Delord. Der Schriftsteller und Journalist Taxile Delord (1815–1877) hatte als langjähriger Chefredakteur von Le Charivari mit Grandville zusammengearbeitet, war mit ihm befreundet und schrieb später auch Texte für dessen Buch Les fleurs animées.
Der Text des Epilogs behandelt in einem allegorischen Streitgespräch zwischen Kreidestift und Schreibfeder die Frage nach der Priorität von Zeichnung oder Text. Die Feder bedauert, dass in dem Buch die Grundgesetze der Literatur umgestoßen seien; „Das Publicum verlangt Romane; ist Dein Buch ein Roman? Ohne Barmherzigkeit hast Du meine Beschreibungen verkürzt, meine Characterschilderungen unterdrückt. [...] Sieh Dir nun das Resultat an. Bist Du noch damit zufrieden?“ Der Stift betont: „Ich erfand eine Welt. [...] Hin und wieder hast Du mir allerdings bei meinen Entdeckungen geholfen, das gebe ich zu. Aber Du wirst hoffentlich mir nicht den Ruhm, der eigentliche Urheber dieses Werkes zu sein, streitig machen.“
Auf dem Titelblatt von Un Autre Monde wird der Illustrator genannt, nicht aber der Autor. Auch diese Umkehrung der üblichen Praxis ist ein deutlicher Hinweis auf den Vorrang der Zeichnung gegenüber dem Text. Die vorherrschende Ansicht dazu besagt, dass Grandville schon über längere Zeit hinweg Zeichnungen für dieses Buch vorbereitet hatte, für die er dann einen Text benötigte. Er war der Initiator, Delord schrieb erläuternde Texte zu den Bildern. Die gelegentlich vertretene These, der Zeichner habe auch den Text selbst verfasst, ist nicht haltbar. Sein Vertrag mit dem Verlag H. Fournier vom 19. Dezember 1842 sah vor, dass ein Schriftsteller das Buch nach den Vorgaben Grandvilles schreiben werde.

### Deutsche Erstausgabe
Die erste Ausgabe in deutscher Sprache erschien 1847 in Leipzig bei der Verlagsbuchhandlung Carl Berendt Lorck. Der Titel Eine Andere Welt von Plinius dem Jüngsten illustriert von J. J. Grandville verweist indirekt auf den römischen Gelehrten Plinius den Älteren (ca. 23–79 n. Chr.) und seine Naturalis historia, eine umfassende naturwissenschaftliche Darstellung der damals bekannten realen Welt. Der fiktive Autor Plinius der Jüngste des Titels beschreibt im Buch also nicht die tatsächliche, sondern eine Andere Welt. Auch in der deutschen Fassung wurde der Autor nicht genannt. Er hieß Oskar Ludwig Bernhard Wolff (1799–1851), war Schriftsteller, Übersetzer und vorübergehend Privatsekretär Goethes. Wolff lieferte eine inhaltlich korrekte, aber relativ freie Übersetzung, um den deutschen Lesern das Verständnis des äußerst ungewöhnlichen Textes zu erleichtern.

### Galerie

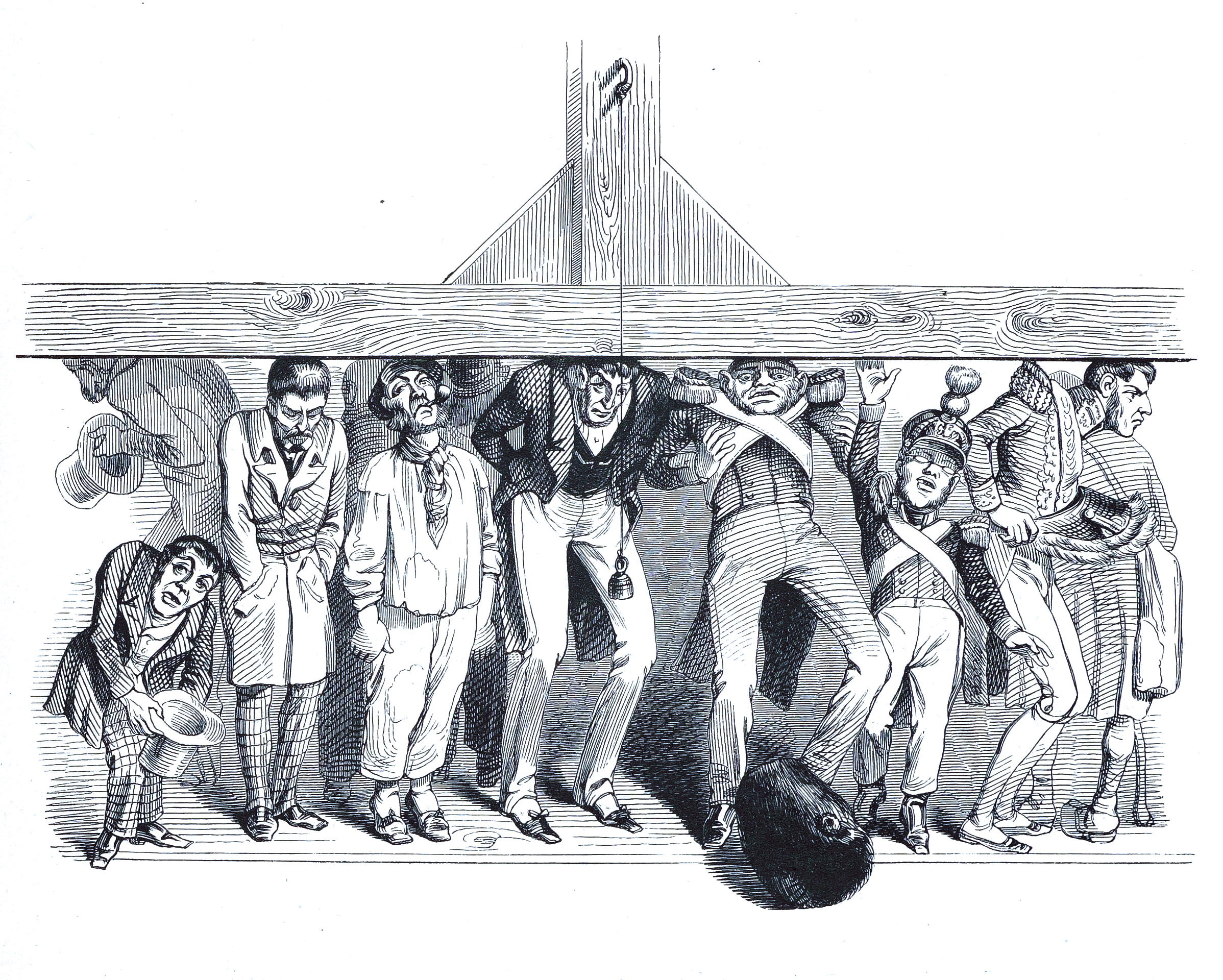
Die beste Regierungsform (Kap. XXXII)
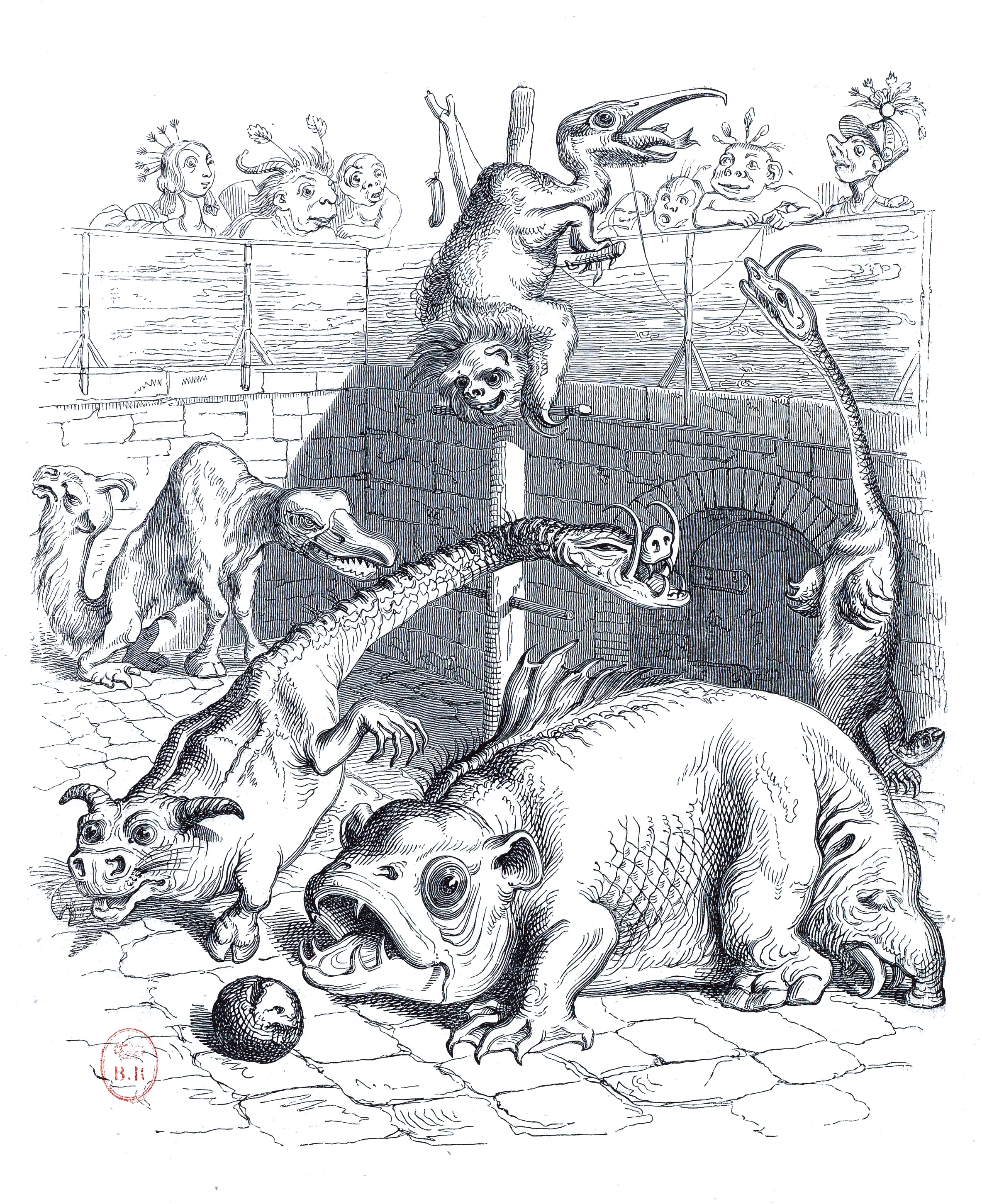
Im Zoologischen Garten (Kap. XVIII)
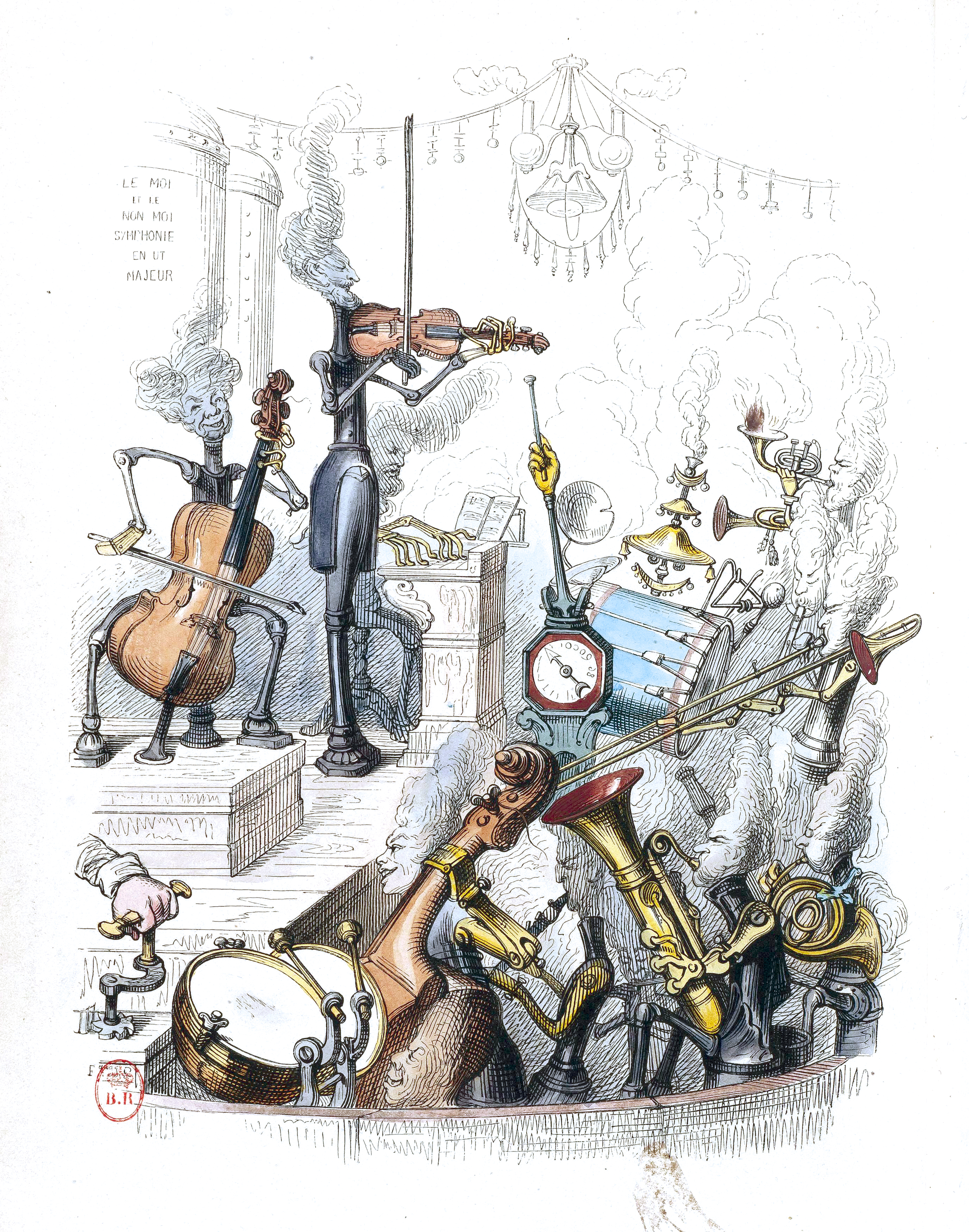
Das Dampfconcert (Kap. II)
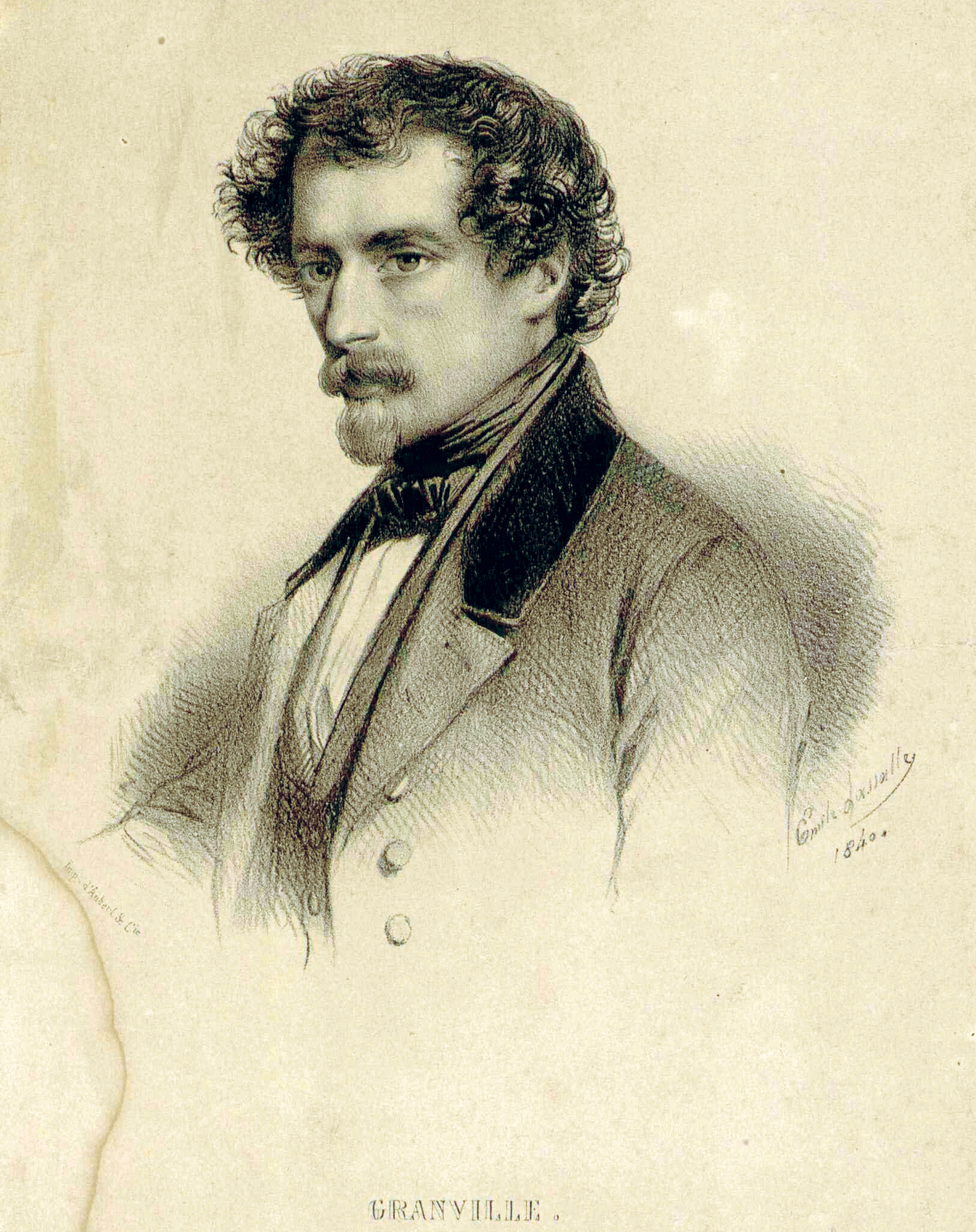
J. J. Grandville, 1840

## Rezeption
Grandville war schon bald nach seinem Tod 1847 in Vergessenheit geraten. Mit Un autre monde begann im 20. Jahrhundert die Wiederentdeckung des Künstlers. Man betrachtete seine Zeichnungen nun als Vorwegnahme surrealistischer Bild-Erfindungen. Besonders die Holzstich-Collagen des Dadaisten und Surrealisten Max Ernst legen den Vergleich mit Grandvilles Arbeiten nahe. Für eine Faksimile-Ausgabe von Eine andere Welt schuf Ernst 1963 seine Lithografie mit dem Titel Eine neue Welt ist geboren – gelobt sei Grandville!
Der Philosoph und Übersetzer Walter Benjamin (1892–1940) untersuchte in einem Kapitel seines Passagenwerkes den französischen Frühkapitalismus und hier besonders die Entwicklung der Ware zum neuen Fetisch der menschlichen Gesellschaft. In Grandvilles Zeichnungen, vor allem in Eine andere Welt, sah er eine Verherrlichung dieser Entwicklung: „Die Inthronisierung der Ware und der sie umgebende Glanz der Zerstreuung ist das geheime Thema von Grandvilles Kunst“. Über den Künstler schrieb er: „Wenn die Ware aber ein Fetisch ist, so ist Grandville ihr Zauberpriester“.
Aber die oft vieldeutigen Illustrationen zu Eine andere Welt wurden auch als sarkastische Utopie, als Warnung vor einer von Maschinen und Kapital beherrschten Zukunft betrachtet. Charles Baudelaire, der Grandville als Zeichner wenig schätzte, schrieb 1857: „Dieser Mensch hat mit übermenschlichem Mut sein Leben damit verbracht, die Schöpfung zu verbessern. Er nahm sie in seine Hände, drehte sie herum, rang mit ihr, legte sie aus, und die Natur verwandelte sich zur Apokalypse“. Der deutsche Kunsthistoriker Thomas W. Gaehtgens gab einem Essay von 2007 den Titel Absurde Bildwelt und Gesellschaftskritik in J.J. Grandvilles " Un autre monde". Der marxistische Philosoph Ernst Bloch wiederum bezeichnete Grandville als einen „schizophrenen Kleinbürger“, dessen Spott nur „utopischen Unsinn“ hervorgebracht habe.

### Moderne Populärkultur
Die britische Rockband Queen verwendete 1991 für das Album Innuendo, sowie die Singleauskoppelungen daraus, einige der Grafiken. Es war das letzte Album, das zu Lebzeiten des Frontmanns und Leadsängers Freddie Mercury erschien.